# Палінодія (трактат)
«Паліно́дія, або Книга оборони» (оригінальна назва[джерело не вказане 1306 днів]: Палинодіа сирѣчь книга обороны святой апостольской всходнѣй церкви кафолической и святыхъ патріархов и огрекахъ и о россохъ христіанехъ в ласце божой; назва, подана у виданні 1878 року[джерело не вказане 1306 днів]: Палінодія или Книга обороны каθолической святой апостолской Всходней Церкви и святыхъ патріарховъ, и о Грекохъ, и о Россохъ христіанехъ)  — полемічний трактат проти Берестейської церковної унії 1596 року. У творі вперше сформулювано ідею «добровільного приєднання» Русі-України до Великого князівства Литовського і Корони Польської.
Написаний Захарією Копистенським 1621—1622 роках у Києві у відповідь на трактат греко-католицького церковного діяча Л. Кревзи «Оборона унії». Книга написана книжною українською мовою на основі численних історичних, богословських та літературних джерел.
Автор «Палінодії» гостро викривав загарбницьку політику шляхетської Польщі та Ватикану щодо Русі-України та Білої Русі. У «Палінодії» використано численні джерела: твори античних, візантійських, західно-європейських істориків, церковно-історичну літературу, польські хроніки, давньоруські літописи і сучасну автору антигреко-католицьку публіцистику. Згадував віршовані твори Герасима Смотрицького (не збереглись).
Рукописні списки «Палінодії» були поширені на Русі-Україні, в Білій Русі та Московії.